# 海墘厝
海墘厝，是臺灣臺中市大安區的一個傳統地域名稱，位於該區中部偏西北。相較於今日行政區，其範圍大致包括海墘里不含東部凸出部分的東南兩側邊界地帶、福住里南部邊界地帶中西段、西安里西部凸出部分西側邊界地帶中段。

## 歷史
台灣清治末期，海墘厝地區為一街庄，稱為「海墘厝庄」，隸屬於苗栗三堡。該庄西臨台灣海峽，昔日北隔大安溪一支分流與北汕庄為界，東邊北段與頂腳踏庄為鄰，東邊南段及南邊東段與下腳踏庄為鄰，南邊西段隔溫寮溪主流與溪洲庄為界。
1901年（日明治三十四年）11月，全台廢縣廳改設二十廳，該庄隸屬於苗栗廳。1903年（明治三十六年）6月，該庄編入「大安區」，仍隸屬於苗栗廳。1909年（明治四十二年）10月，全台二十廳合併為十二廳，苗栗廳廢止，大安區改隸屬於臺中廳。1920年（大正九年），全台地方制度大改正，該庄改制為「海墘厝」大字，隸屬於臺中州大甲郡大安庄，大字下有「海墘厝」、「塭寮」、「大安港」小字名。
戰後大安庄改制為大安鄉，隸屬於臺中縣，大字亦改制為村。1950年10月，中、彰、投分治，大安鄉隸屬不變。2010年12月，隨著臺中縣、市合併為直轄臺中市，大安鄉改制為大安區，村亦改制為里。

## 聚落
本地區發展較早的聚落為大安港、塭寮（溫寮莊），在日治期初期的官方地圖上已有記載。

## 交通
省道台61線又稱「西部濱海快速公路」，是新北市八里至臺南市安南的快速公路，大致以北北東—南南西走向轉東北—西南走向經過海墘厝地區東部。由此可快速前往台灣西部海岸各地。
市道132號（大安港路）是大安港至后里的道路，其西側端點位於本地區西北部大安港聚落南側的區道中7線路口。由此向東轉東南東出境後轉東南，可前往頂腳踏與下腳踏交界地帶、松子腳、大甲、外埔、后里並止於台鐵后里車站前。
區道中7線（中山北路）是田心子至水汴頭道路，大致以東北—西南走向繞大彎轉北北西—南南東走向經過本地區西部。由該道路向東北可前往北汕西部、下大安西部、田心子並止於安田庄，向南南東可前往溪洲西北部、龜殼、中庄、東勢尾、六塊厝東北部的水汴頭聚落並止於省道台1線路口。
區道中14線（東西九路）是塭寮至社尾的道路，其西側端點位於本地區南部區道中7線路口。由此向東南東可前往下腳踏、頂腳踏南部、社尾南部並止於社尾聚落西北側的區道中13線路口。

## 學校
- 海墘國小

## 產業
- 塭寮漁港

## 景點
- 大安媽祖文化園區
- 大安海水浴場